# Kloster Achtala

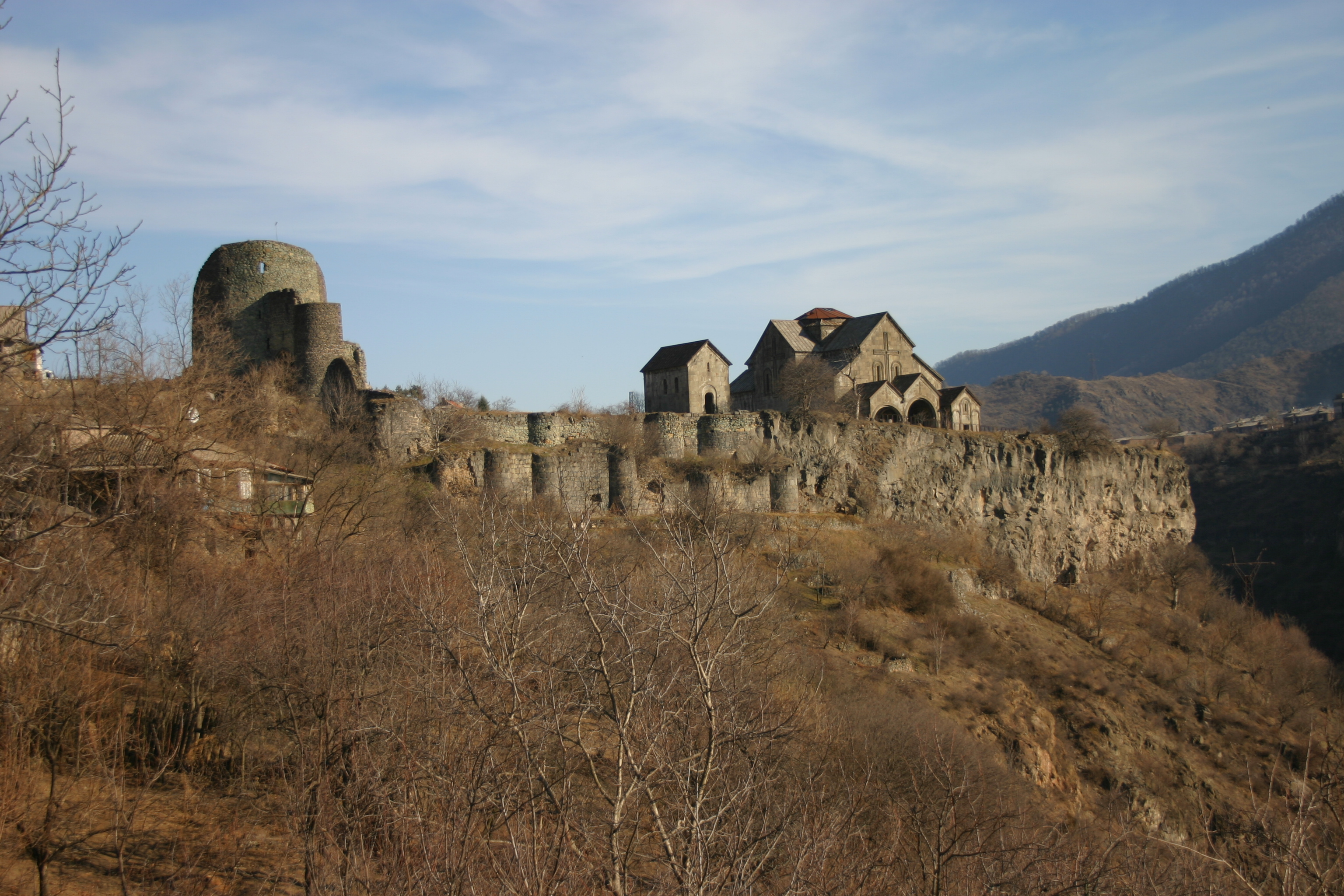
Kloster Achtala (2007)

Das Kloster Achtala (armenisch Ախթալայի վանք Achtalaji Wank) ist ein ehemaliges Kloster der Armenischen Apostolischen Kirche bei der Stadt Achtala in der Provinz Lori im Norden von Armenien.

## Lage

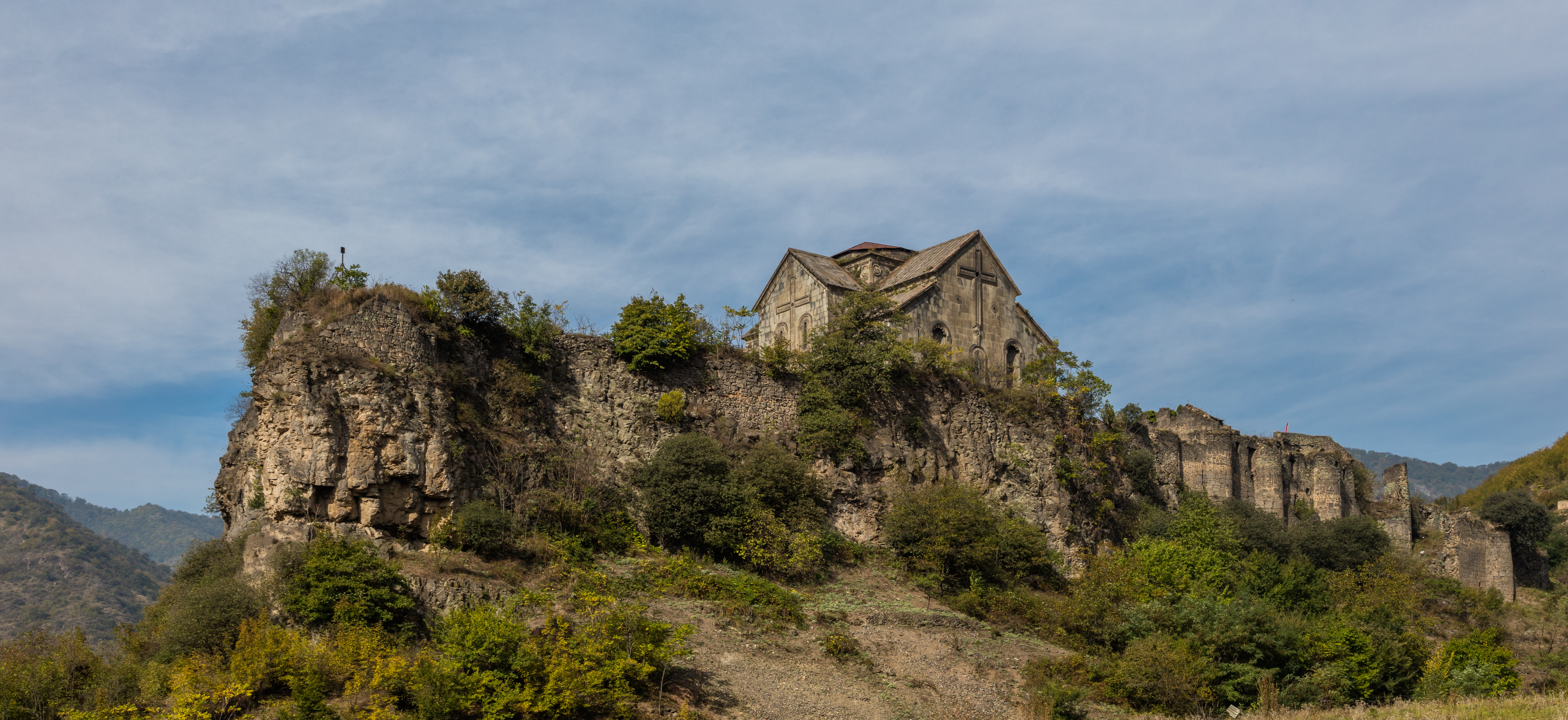
Das Kloster ist auf drei Seiten von tiefen Schluchten umgeben (2016)

Das Kloster Achtala befindet sich ca. 210 km (Fahrtstrecke) nördlich der Hauptstadt Jerewan; es wurde als Wehrkloster auf einem erhöhten Felsvorsprung errichtet, der auf drei Seiten von tiefen Schluchten umgeben ist.

## Baubeschreibung
Bergseitig schützen kegelförmige Türme und Mauern das Kloster. Mauern und Türme der Festung wurden aus bläulichem Basalt und Kalkmörtel erbaut. Der einzige Zugang zur Anlage befindet sich auf der Nordseite. Dort ist ein dreistöckiger Turm aus dem 13. Jahrhundert in die Festungsmauern eingebaut.
Das bedeutendste Bauwerk des Klosters ist die Muttergotteskirche. Das genaue Baujahr der Hauptkirche des Klosters ist unbekannt. Gemäß lokaler Überlieferung ließ der Byzantinische Kaiser Herakleios, der wohl aus Armenien stammte, die Kirche im 7. Jahrhundert erbauen. Eine andere Legende nennt den  georgischen König Wachtang I. Gorgassali als Bauherrn. Demnach wurde die Kirche im fünften Jahrhundert errichtet. Für beide Überlieferungen gibt es aber keinen wissenschaftlich akzeptierten Beleg. Heute wird die Bauzeit der Kirche allgemein auf das 11. bis 13. Jahrhundert datiert. Sie hatte aber einen Vorgängerbau. Der Bau ist eine Kreuzkuppelkirche mit rechteckigem Grundriss. An ihrer Ostseite verfügt sie über eine halbrunde Haupt- sowie zwei zweistöckige Nebenapsiden. Das durch Bögen gegliedertes Langschiff ist dreischiffig; ursprünglich war sie von einer großen Kuppel bedeckt. Diese wurde bei der Eroberung Armeniens durch Timur beschädigt und 1784 vollständig abgerissen. Im 19. Jahrhundert ließ der Vizekönig des Kaukasus, Fürst Michail Semjonowitsch Woronzow, anstelle der ursprünglichen Kuppel eine mit Eisenplatten bedeckte halbkugelförmige Holzkuppel erbauen. Diese Kuppel wurde zu Sowjetzeiten renoviert.

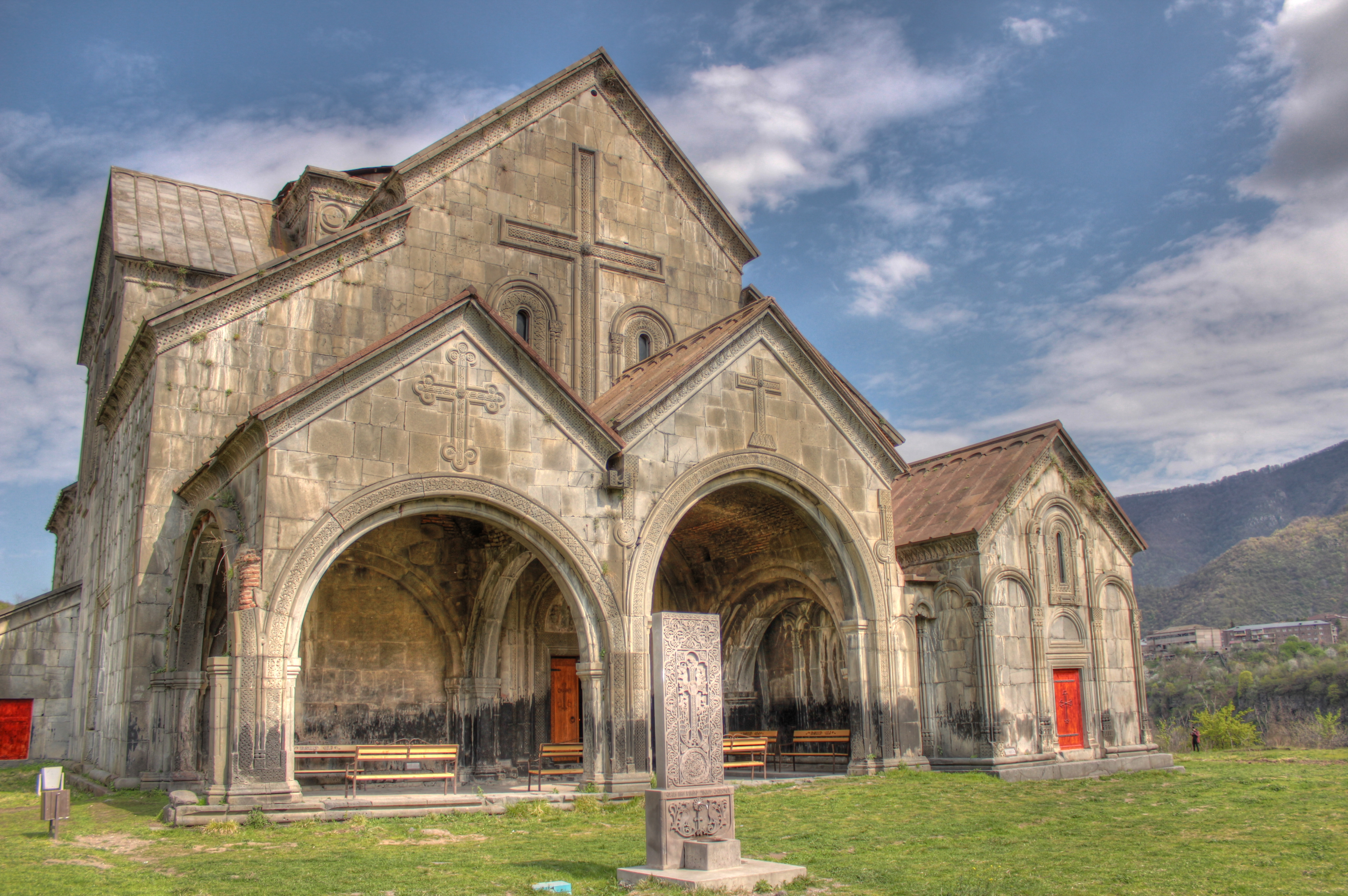
Portikus und Kapelle (2017)

Neben ihrem Portikus gibt es eine kleine Kapelle, in der nach der Überlieferung der mittelalterlichen Historiker Vardan Areveltsi und Kirakos Gandzaketsi, Fürst Ivane und sein Sohn Avag begraben sind. Die mittelalterlichen Wandmalereien im Inneren der Kirche zählen zu den besterhaltenen in Armenien. Sie werden auf die Zeit von 1205 bis 1276 datiert. Der Geschichtsschreiber Bischof Stepanos Orbelian berichtete im 13. Jahrhundert, die Kirche sei im Besitz einer bedeutenden Reliquie, nämlich die Johannes der Täufer verwendete, um Christus zu taufen.
In der Nähe der Hauptkirche befinden sich die Überreste einer einschiffigen Kirche aus dem 13. Jahrhundert, die teilweise von einem Graben umgeben sind. Die Kirche hatte eine halbrunde Apsis an der Ostwand.
Nördlich der Kirche blieben die Ruinen mehrerer Klosterzellen und anderer Räume sowie ein zweistöckiges Refektorium, in dem wohl auch die Festungswächter untergebracht waren, erhalten.

## Geschichte

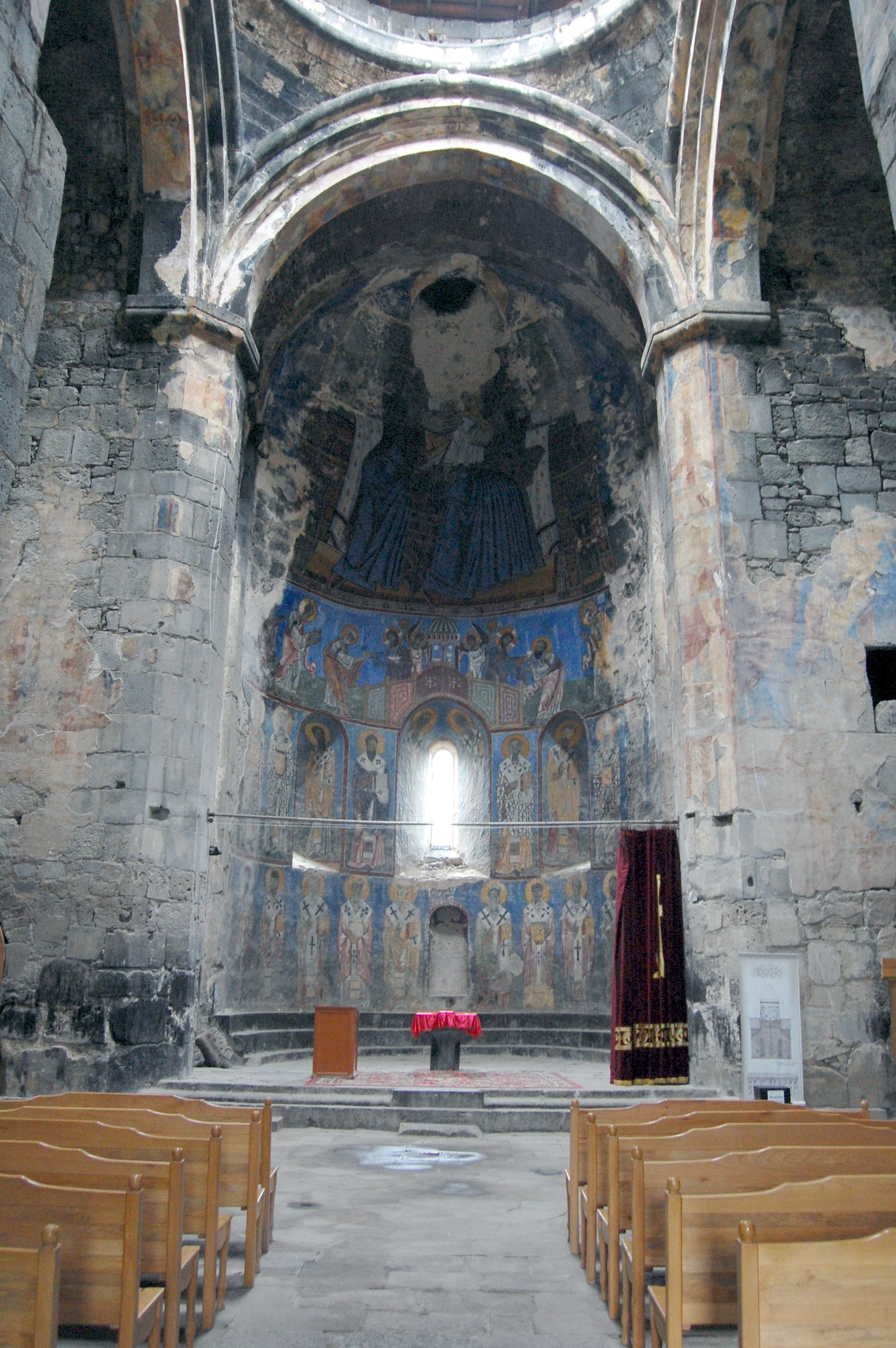
Altar und Fresken an der Ostmauer (2016)

Das Kloster Achtala wurde Ende des 10. Jahrhunderts von den Kiurikiden, einem Seitenzweig der Bagratiden, erbaut. Sie ließen das Kloster in einer Region errichten, die seit der Bronze- und Eisenzeit für ihre Erzvorkommen bekannt war. In den 1180er Jahren geriet das Kloster in den Besitz der Zakariden, einer Fürstendynastie, die als Vasallen georgischer Könige regierten. Neuer Herrscher über Achtala wurde Fürst Ivane. Während sein Bruder Zakare der armenisch-apostolischen Kirche treu blieb, konvertierte der Fürst zum georgisch-orthodoxen Glauben. In der Folge ließ er auch die Klöster in seinem Herrschaftsbereich in Nordarmenien in Georgisch–Orthodoxe umwandeln.
Im Jahre 1763 ließ der georgische König Erekle II. etwa 800 griechische Familien von Gümüşhane im Osmanischen Reich nach Achtala umsiedeln, wo sie in den nahe gelegenen Kupferminen arbeiten sollten. Sie übernahmen auch das Kloster, das sie 
Meramani nannten. Aus dieser Zeit blieben von den Bergleuten hinterlassene Inschriften an den Klostermauern erhalten. Im 19. Jahrhundert gelangte das Kloster in den Besitz der armenischen Fürstenfamilie Melikow.